# Paul Phillips
Paul Phillips (San Francisco, 9 augustus 1972) is een Amerikaans ICT-ondernemer en professioneel pokerspeler. Hij won onder meer het $10.000 World Poker Tour No Limit Hold'em Championship van de Bellagio Five-Diamond World Poker Classic 2003 (goed voor $1.101.908,- prijzengeld), nadat hij eerder dat jaar al tweede was geworden in het $5.000 No Limit Hold'em Main Event van Legends of Poker 2003 (goed voor $293.550,-), van diezelfde World Poker Tour (WPT).
Phillips won tot en met juni 2015 meer dan $2.300.000,- met pokertoernooien, cashgames niet meegerekend. Hij luistert vanwege zijn professionele achtergrond naar de bijnaam Dot-com. Na 2005 werd hij minder actief in het pokeren om meer tijd door te kunnen brengen met zijn vrouw en kinderen.

## Wapenfeiten
Phillips boekte met een toernooizege en verschillende andere finaletafels zijn grootste pokersuccessen op de World Poker Tour. Niettemin behaalde hij ook daarbuiten resultaten, zoals in de World Series of Poker (WSOP). Hij werd daarin tweede in zowel het $1.500 Limit Ace to Five Triple Draw-toernooi van de World Series of Poker 2002 (achter John Juanda) als in het $1.500 Omaha Hi-Lo Split-toernooi van de World Series of Poker 2004 (achter Curtis Bibb). In de editie van 2004 eindigde hij bovendien als vierde in het $1.000 No-Limit Hold'em-toernooi en als zesde in het $3.000 No-Limit Hold'em-toernooi.
Tot de toernooien die Phillips buiten de WPT en WSP won, behoren onder meer:
- het $260 Omaha Hi-Lo-toernooi van de Orleans Open 2000 ($25.040,-)
- het $1.000 No Limit Hold'em-toernooi van de L.A. Poker Classic 2001 ($55.500,-)
- het $300 7 Card Stud Hi/Lo-toernooi van de L.A. Poker Classic 2002 ($34.632,-)
- het $500 No Limit Hold'em-toernooi van het Borgata Poker Open 2003 ($64.010,-)
- het €500 No Limit Hold'em-toernooi van de World Heads Up Poker Championships Barcelona 2004 ($32.700,-)